# Zuid- en Noordeinderpolder
Het waterschap De Zuid- en Noordeinderpolder was een waterschap in de gemeente Aarlanderveen in de Nederlandse provincie Zuid-Holland. Het waterschap omvatte vrijwel de gehele gemeente en werd in 1990 opgeheven. Het wapen is afgeleid van het wapen van de gemeente Aarlanderveen.
De Zuideinderpolder was gesticht op 12 september 1562 en werd op 6 april 1666 verenigd met de op 27 mei 1570 gestichte Noordeinderpolder.
In 1892 werden de De Coupépolder en de Hoef- en Schoutenpolder aan de Zuid- en Noordeinderpolder toegevoegd. De Coupépolder was in 1825 ontstaan, De Hoefpolder was in 1844 drooggemalen.
De Dikke Molen bemaalde vroeger de polder.

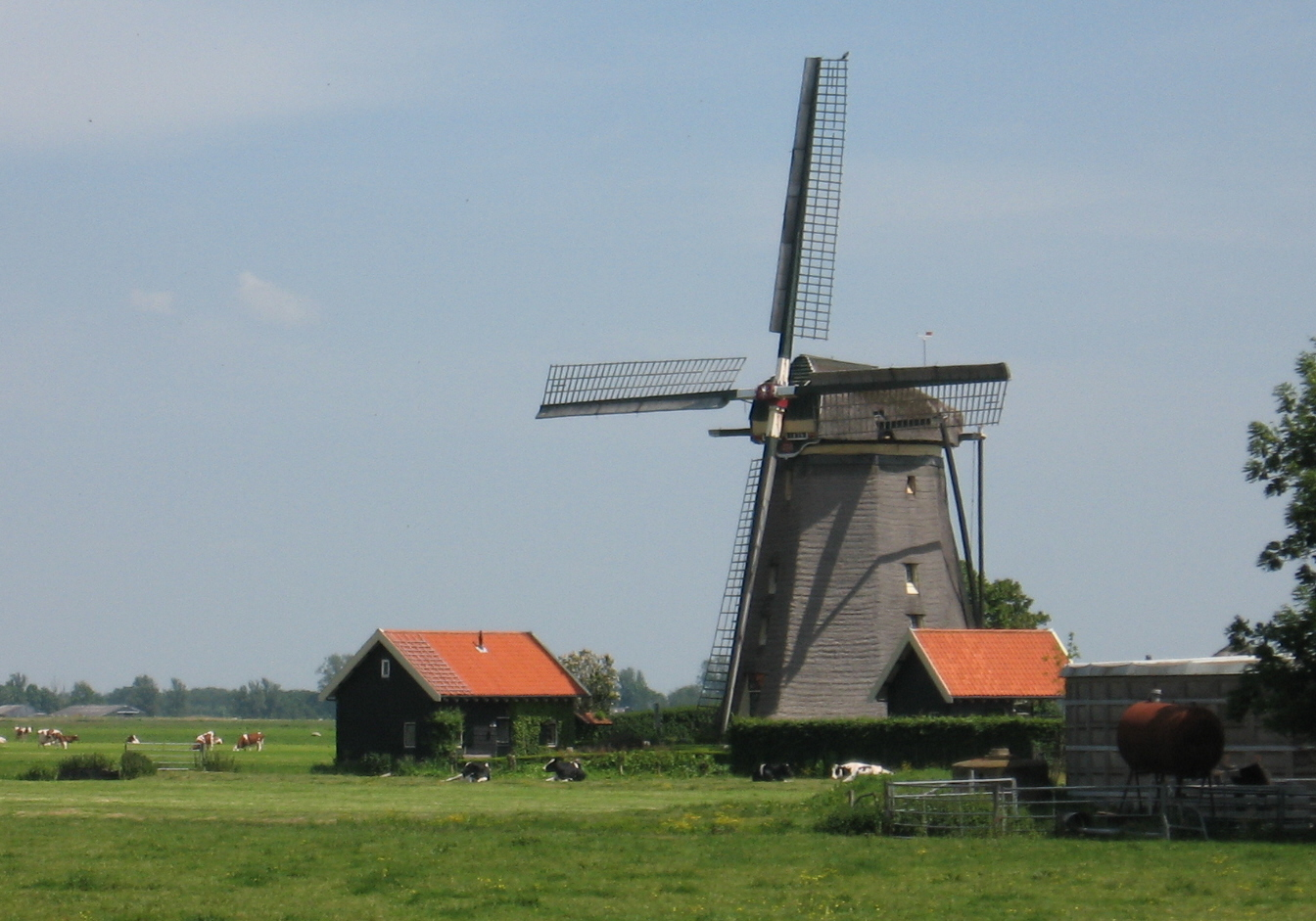
De Dikke Molen in de polder
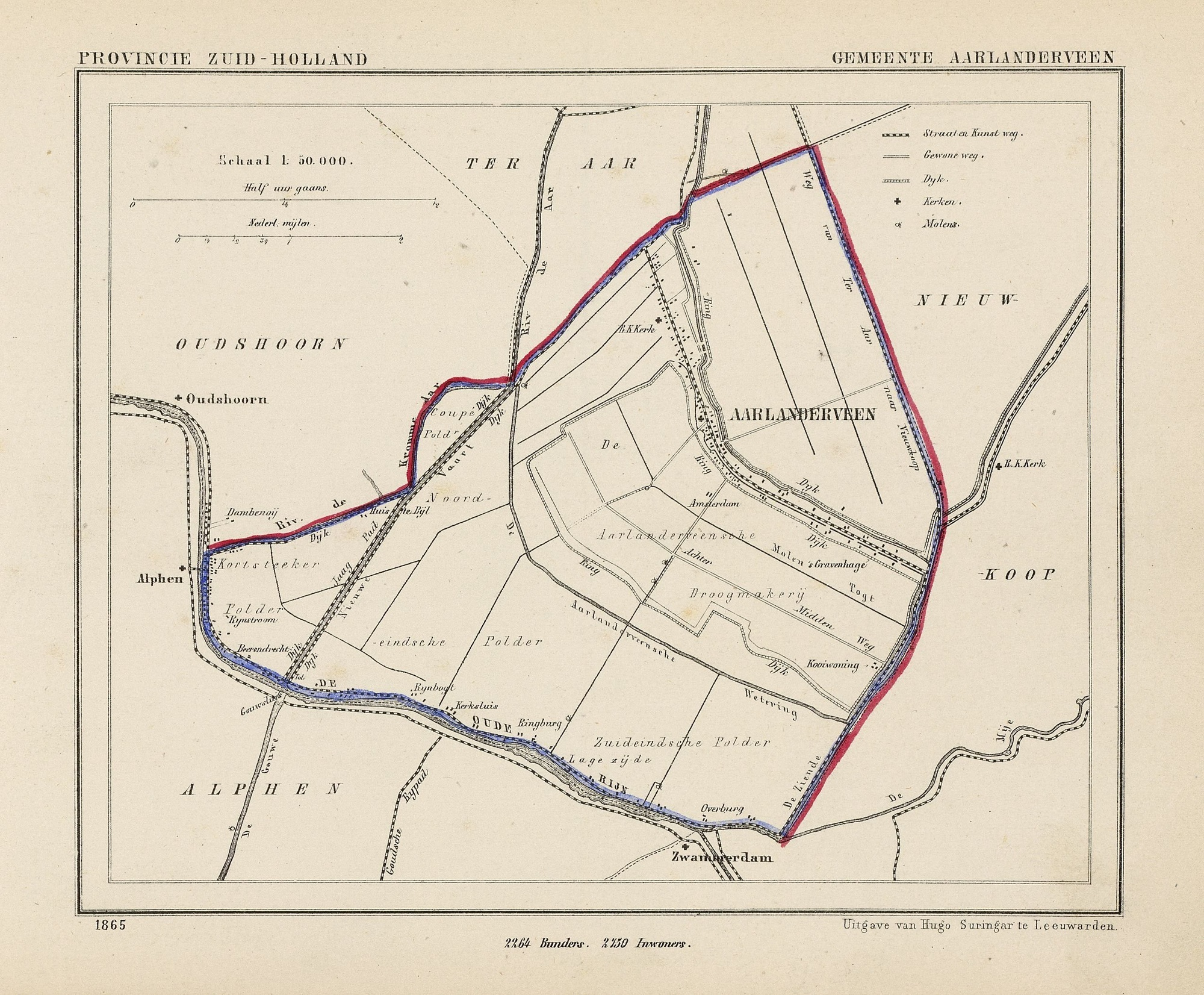
De voormalige gemeente Aarlanderveen in 1865, met de afzonderlijke Noordeindsche Polder en Zuideindsche Polder.